# もっと猟奇的な彼女
『もっと猟奇的な彼女』（もっとりょうきてきなかのじょ、朝鮮語: 엽기적인 그녀 2、中国語: 我的新野蛮女友、英語: My New Sassy Girl）は、2016年に制作された韓国と中国の合作によるロマンティック・コメディ映画で、チョ・グンシクが監督し、チャ・テヒョンとビクトリア・ソンが主演した作品。2001年の映画『猟奇的な彼女』の続編である本作は、中国では2016年4月22日に、韓国では5月12日に公開された。

## あらすじ
前作で描かれた＜彼女＞が尼僧になって去り、失意のどん底に取り残された主人公キョヌ。そんな彼の前に、小学生時代の幼馴染の中国人女性が現れる。初恋の相手は、美しい女性に成長していた。キョヌはこの新しい＜彼女＞と結婚にまで漕ぎ着けたのだが、...。

## キャスト
- チャ・テヒョン - キョヌ (Gyun-woo)
- ビクトリア・ソン - 彼女 (Sassy)
- ペ・ソンウ - ヨンソプ (Yong-sub)
- 藤井美菜 - ユーコ (Yuko)
- チェ・ジンホ（英語版） - キム総監督 (Executive Director Kim)
- ソン・オクスク - キョヌの母 (Gyun-woo's mother)

## 制作
CN¥3,200万 の予算で取り組まれたこの作品は、2014年9月29日から主要撮影に入った。

## ボックスオフィス
| 国           | 公開日    | 売上                  |
| ------------ | --------- | --------------------- |
| 中国         | 2016-4-22 | USD $530万            |
| 大韓民国     | 2016-5-12 | USD $479,605-$522,427 |
| シンガポール | 2016-5-12 | TBA                   |
| マレーシア   | 2016-5-19 | TBA                   |
| ベトナム     | 2016-5-27 | USD 550万             |
| フィリピン   | 2016-6-1  | USD $920万            |